# Daniel Harrwitz
 (mai 2019).
Si vous disposez d'ouvrages ou d'articles de référence ou si vous connaissez des sites web de qualité traitant du thème abordé ici, merci de compléter l'article en donnant les références utiles à sa vérifiabilité et en les liant à la section « Notes et références ».
Daniel Harrwitz (29 avril 1823 à Breslau, province de Silésie - 2 janvier 1884 au Bolzano, comté de Tyrol, est un joueur d'échecs allemand. Dans les années 1840 et 1850, il faisait partie de l'élite des joueurs.

## Biographie
Il établit sa réputation à Paris, surtout comme joueur de parties à l'aveugle. Il perd un match en Angleterre contre Howard Staunton en 1846 et fait match nul contre Adolf Anderssen en Allemagne en 1848.
À partir de 1849, il vit en Angleterre où il fonde la British Chess Review. En 1856, il va à Paris et gagne un match contre de Rivière. Deux ans plus tard, il joue contre Paul Morphy. Il gagne les deux premières parties, mais perd le match par abandon, Morphy menant 5,5-2,5 à ce moment. Il se retire alors de la compétition, pour raison de santé affirmait-il. Il prend ensuite sa retraite dans le Tyrol autrichien, où il meurt en 1884.
Harrwitz l’a emporté sur Anderssen au nombre de victoires. Bien que sous ce rapport il ait perdu contre Morphy, il est un des rares maîtres à l’avoir battu avec les Noirs. Voici une de ces victoires à Paris en 1858 :
1.e4 e5
2.Cf3 d6
3.d4 exd4 
4.Dxd4 Cc6 
5.Fb5 Fd7 
6.Fxc6 Fxc6 
7.Fg5 Cf6 
8.Cc3 Fe7 
9.O-O-O O-O 
10.The1 h6 
11.Fh4 Ce8 
12.Fxe7 Dxe7 
13.e5 Fxf3 
14.gxf3 Dg5+ 
15.Rb1 dxe5 
16.Txe5 Dg2 
17.Cd5 Dxh2 
18.Tee1 Dd6 
19.Tg1 Rh7 
20.De3 f5 
21.Cf4 Db6 
22.De2 Tf7 
23.Dc4 Df6 
24.Ch5 De7 
25.Tde1 Dd7 
26.a3 Cd6 
27.Dd4 Tg8 
28.Tg2 Ce8 
29.Dc3 f4 
30.Th1 g6 
31.Thg1 Dd5 
32.De1 Dxh5 
33.Tg5 Dxf3 
34.De6 Tf6 
35.De7+ Tg7 
36.Dxe8 hxg5 
37.De1 Dc6 
0-1